# Pyxis arachnoides
La tortuga araña de Madagascar (Pyxis arachnoides) es una especie de tortuga de la familia Testudinidae y del género Pyxis. Se caracteriza por trepar paredes. Es una especie endémica de Madagascar y está en grave peligro de extinción, es una de las 25 especies de tortugas más amenazadas del mundo. Tiene el caparazón en forma de cúpula de color dorado y con líneas de color negro oscuro que están conectadas. Esto crea un patrón que recuerda al de las arañas. En los animales más viejos puede haber protuberancias en el escudo, hay mucha variación en los colores y patrones. Los juveniles son de color negro y tienen el caparazón con rayas amarillas y líneas circulares en el centro del escudo. Es una especie de pequeño tamaño, la longitud máxima del caparazón es de aproximadamente 15 cm.

## Subespecies
Las subespecies reconocidas son (The Institute for Genomic Research):
- Pyxis arachnoides arachnoides  (Bell, 1827)
- Pyxis arachnoides brygooi  (Vuillemin & Domergue, 1972)
- Pyxis arachnoides oblonga  (Gray, 1869)